# Johann Georg Roederer
Johann Georg Roederer (Strasburgo, 13 maggio 1726 – Parigi, 4 aprile 1763) è stato un medico e anatomista tedesco.

## Biografia
Roederer studiò medicina a Leida, Parigi e Londra, e fu allievo di Joahnn Jakob Fried presso la scuola di ostetricia a Strasburgo. 
Chiamato, su richiesta di Albrecht von Haller, a insegnare a Gottinga (1751) come primo professore tedesco di ostetricia, vi eresse il primo asilo nido di ostetriche in Germania. Diede fondamento scientifico alla ars obstetricia, basandola sulle osservazioni anatomiche e sugli studi di fisiologia.
Divenne suocero dello storico August Ludwig von Schlözer.

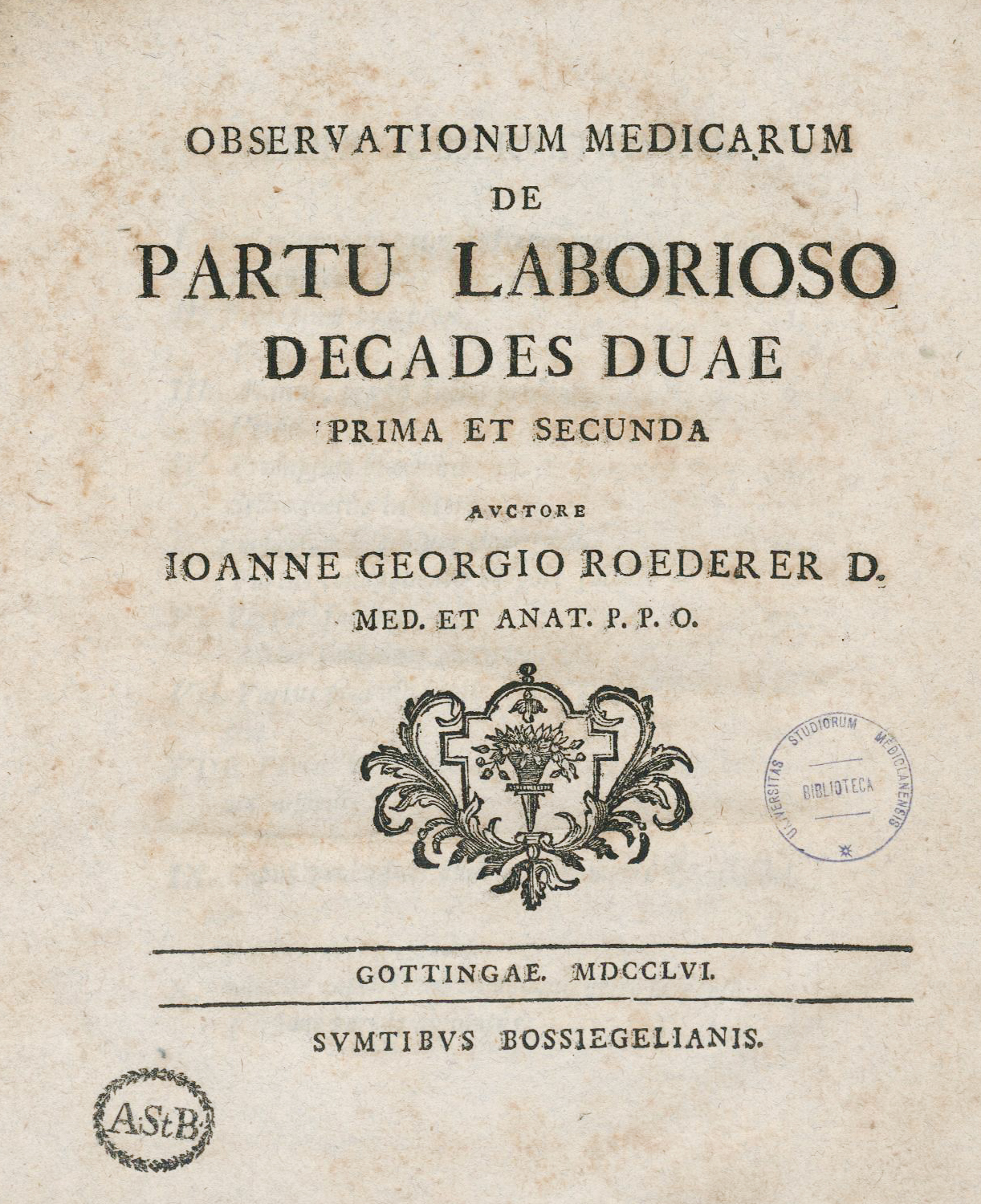
Observationum medicarum de partu laborioso decades duae, 1756

Tra i suoi scritti, gli Elementa artis obstetriciae, pubblicati nel 1753, e un trattato contenente le osservazioni condotte con Carl Gottleb Wagler sull'epidemia di tifo che si diffuse a Göttingen tra il 1757 e il 1763.
Nel 1757 fu nominato membro straniero dell'Accademia reale svedese delle scienze.
Il suo nome è associato alla nozione di posizione della testa di Roederer (o Paragomphosis), che descrive lo stato in cui la testa del feto è compressa e non può muoversi in nessuna direzione.
Morì a Parigi, all'età di 36 anni.

## Opere
- (LA) Elementa artis obstetriciae, Göttingen, Bibliopolium Academicum, 1753.
- (LA) Observationum medicarum de partu laborioso decades duae, Göttingen, Viktorin Bossiegel, 1756.
- (LA) Icones uteri humani, Göttingen, Witwe Abraham Vandenhoeck, 1759.
- (LA) Tractatus de morbo mucoso, Göttingen, Viktorin Bossiegel, 1783.